# Suliman Fighi Hassan
Suliman Al-Fighi Hassan (arabisch سليمان الفقيه حسن; * 24. Oktober 1937; † 29. Juli 2017) war ein libyscher Marathonläufer.
Suliman Al-Fighi Hassan trat bei den Olympischen Sommerspielen 1964 in Tokio als einziger Athlet für Libyen an. Er war Fahnenträger seines Landes bei der Eröffnungsfeier. Er war zwar für den Marathonlauf gemeldet, ging jedoch nicht an den Start.